# 세인트제임스구 (바베이도스)

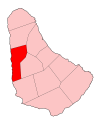
세인트제임스구의 위치

세인트제임스구(영어: Saint James)는 바베이도스 중서부에 위치한 구로 행정 중심지는 홀타운이며 면적은 31km2, 인구는 28,498명(2010년 기준)이다. 동쪽으로는 세인트앤드루구, 북쪽으로는 세인트피터구, 남쪽으로는 세인트마이클구, 남동쪽으로는 세인트토머스구와 접한다.